# Княже (гміна Сусець)
Княже (пол. Kniazie) — частина села Лосінець у Польщі, в Люблінському воєводстві Томашівського повіту, ґміни Сусець.

## Історія
Первісним населенням були русини-лемки, які компактно проживали на своїх історичних землях. 